# Оккупация Корсики в годы Второй мировой войны
Оккупация Корсики вооружёнными силами Королевства Италия в период Второй мировой войны продолжалась с ноября 1942 по сентябрь 1943 года. С 9 сентября 1943 г. по 4 октября 1943 г. часть Корсики была оккупирована немецкими войсками.

## Начало оккупации
8 ноября 1942 года силы Союзников предприняли высадку в Северной Африке. В ответ на это германское командование разработало операцию «Антон», в рамках которой итальянские войска оккупировали остров Корсику (11 ноября) и ряд южно-французских земель до реки Роны.
Оккупация Корсики была положительно воспринята в Италии, где была распространена ирредентистская идея «Большой Италии», поощряемая и фашистским руководством. Корсике отводилась значительная историко-идеологическая роль, поскольку на ней родился сам Наполеон Бонапарт, который в Италии считался, фактически, итальянцем, (его род происходил из Генуи, а Корсика в момент его рождения была частью Генуэзской республики), выдающимся полководцем и политиком, создавшим в 1805 году первое Итальянское объединенное государство. Итальянский контингент на острове первоначально составил 30 тысяч человек, но постепенно он увеличился до 85 тысяч солдат. Учитывая то, что население Корсики составляло 220 тысяч человек, это количество было огромным.
В силу того, что на момент операции «Антон» Корсика находилась под формальным контролем Вишистского правительства, силы итальянского 7-го армейского корпуса заняли её без боя. Напротив, поначалу местные жители даже оказывали поддержку итальянцам, а на протяжении всего периода оккупации не оказывали значительного противостояния. Деятельность французского Движения Сопротивления на Корсике начала наблюдаться в 1943 году, но не имела широкого развития. Итальянская администрация не занималась организацией вооружённых формирований из корсиканцев, за исключением трудовых батальонов, сформированных в марте 1943 года.

## Оккупация

### Контингент
Всего к перевороту 25 июля 1943 года на Корсике находились две пехотные дивизии «Фриули» и «Кремона», два подразделения береговой охраны (225-я и 226-я дивизии), восемь батальонов фашистской милиции, а также ряд военно-полицейских и карабинерских формирований. После падения режима Муссолини на Корсику было направлено 12 тысяч немецких солдат. Официально контроль немцев над Корсикой был установлен 9 сентября 1943 года, на следующий день после заключения перемирия между Италией и союзниками.
Командующих итальянскими войсками на Корсике за период оккупации было трое. В ноябре-декабре 1942 года эту должность занимал генерал Мондино, затем — до марта 1943 года — генерал Карбони, а с марта по сентябрь 1943 года — генерал Мальи.

### Отношение корсиканцев
Некоторые корсиканские военные, ранее служившие во французской армии, охотно сотрудничали с итальянцами. В их число вошли майор в отставке Панталаччи и его сын Антонио, полковники Мондиелли и Кристофини (а также его жена, журналистка Марта Ренуччи). Одним из наиболее активных в сфере поддержки итальянцев чиновников на Корсике был Петру Симоне Кристофини, который даже встречался с Муссолини в Риме, будучи активным сторонником ирредентизма и воссоединения Корсики с Италией. Особенно активное сотрудничество между ним и итальянцами наблюдалось в первые месяцы 1943 года, когда Кристофини и его сторонники оказали итальянцам поддержку в подавлении сопротивления местной оппозиции. Он также тесно сотрудничал с известным корсиканским писателем Петру Джоваккини, который рассматривался итальянской администрацией острова как потенциальный «губернатор Корсики» в случае победы стран Оси во Второй мировой войне. После поражения итальянцев Кристофини был казнён, его жена, отбыв краткий тюремный срок, прожила остаток жизни в полном одиночестве, а Джоваккини бежал в Италию, где умер в 1950-е годах от последствий ранений.

## Операция «Везувий»
В сентябре — октябре 1943 года Свободные французские силы при содействии корсиканских партизан и итальянской армии провели операцию по освобождению Корсики от немецких войск, получившую название «Везувий». Инициатором операции был генерал Анри Жиро. При этом Шарль де Голль не был осведомлен о подготовке операции. Жиро поставил его в известность только после начала высадки французских войск в Аяччо. 

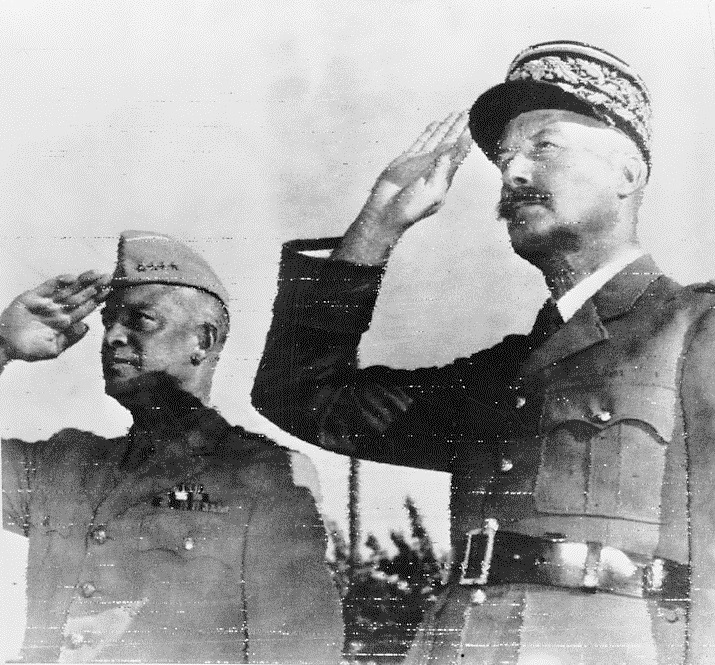
Анри Жиро и Дуайт Эйзенхауэр, 1943

 Сигналом для начала операции «Везувий» явилась сообщение о том, что на Корсике 9 сентября 1943 года, после объявления о капитуляции Италии, началось народное восстание, возглавленное коммунистами.
К моменту капитуляции Италии в распоряжении немецкого командования на Корсике была только штурмовая бригада СС «Рейхсфюрер СС» численностью около 4000 человек, а также одна истребительная эскадрилья и различные зенитные и тыловые подразделения. Было очевидно, что имеющихся сил недостаточно ни для удержания острова, ни для разоружения итальянских войск в соответствии с планом операции «Ось». Поэтому стратегия генерала Зенгера заключался в том, чтобы обеспечить эвакуацию с Сардинии на Корсику 90-й моторизованной дивизии с последующим перебазированием всех немецких войск на север. Для этого бригада СС 9 сентября взяла под свой контроль порт Бонифачо на юге острова. 13 сентября, для эвакуации войск с Корсики в Ливорно, был захвачен порт Бастия на севере, который до этого контролировался итальянской армией. Для обеспечения коммуникаций между югом и севером острова использовалась дорога, проходящую вдоль восточного побережья. Таким образом, генерал Зенгер, сконцентрировал свои усилия не на обороне острова, как первоначально планировалось ОКВ, а на обеспечении организованной эвакуации с Корсики людей, танков, орудий, автомобилей и материальных запасов.
Так как западное побережье острова не контролировалось немецкими войсками, то 12 сентября в порту Аяччо началась высадка 1-й боевой группы 4-й горной марокканской дивизии. Под командованием генерала Генри Мартина было около 6000 марокканских солдат (гумьеры), которым для усиления были приданы американские танки Шерман и Стюарт. 21 сентября между французами и итальянцами было достигнуто соглашение о совместном наступлении на Бастию по горной дороге, проходящей через центр острова. С итальянской стороны в наступлении участвовала дивизия «Фриули».
16 сентября началась активная эвакуация немецких войск с Корсики. Всего предстояло эвакуировать около 32 000 человек, включая некоторые итальянские части, желавшие продолжать войну на стороне немцев. Личный состав эвакуировался в основном по воздуху с трех аэродромов на севере острова; танки, штурмовые орудия и прочая техника вывозились морем через порт Бастии. 23 сентября немецкие войска покинули плацдарм на юге острова и начали отход на север. При отступлении немцы взорвали 60 мостов на восточной дороге, а также уничтожили все портовые сооружения в Бонифачо и Порто-Веккьо. Итальянская дивизия «Кремона» не оказывала немцам противодействия при их отступлении.
В начале 20-х чисел сентября союзники резко активизировались на море и воздухе. Англо-американская авиация начала налеты на порт Бастии и немецкие аэродромы, пытаясь сорвать эвакуацию. Крупный налет произошел 21 сентября — порт атаковали 21 тяжелый бомбардировщик «Либерейтор». В результате налета было потоплено два парохода. В ту же ночь на гавань совершили налет 12 британских «Веллингтонов», уничтоживших два парома «Зибель». Тяжелые потери немцы понесли и от истребителей. 25 сентября над морем было сбито 11 транспортников Ju-52. С этого момента эвакуация войск по воздуху производилась в основном в темное время суток. В открытом море главная опасность для немцев исходила от подводных лодок. Так, ими был потоплен пароход «Шампань», сделавший до этого несколько рейсов из Бастии в Ливорно и обратно. Поэтому в дальнейшем эвакуация по морю производилось при помощи паромов «Зибель», которые обладали недостаточной мореходностью.
25 сентября южнее и западнее Бастии стали концентрироваться франко-итальянские войска. К этому моменту 90-я моторизованная дивизия была практически полностью вывезена с острова. Линию фронта удерживали 4000 человек штурмовой бригады СС и прикомандированного к ней 1-го батальона 870-го пехотного полка. Несмотря на контратаки немцев, плацдарм вокруг города постепенно сжимался. 2 октября эсэсовцы оставили позиции на перевале Тегиме и отступили по долине реки на восток. Стало ясно, что плацдарм удастся удерживать не более суток. В ночь на 3 октября был сдан аэродром Борго, после чего единственным выходом для немцев остался морской порт Бастии. Следующий день, 3 октября, стал последним немецким днем на Корсике. К этому моменту порт Бастии находился под артиллерийским обстрелом с высот, окружающих город. В этих условиях не представлялось возможным эвакуировать весь скопившийся в городе автотранспорт и запасы боеприпасов. Было принято решения поджечь грузовики, чтобы они не достались противнику. Всего было брошено (и потеряно в боях) не менее 2500 автомобилей, 300 орудий и 7 самоходок StuG III. Около 9 часов вечера мощные взрывы сотрясли город и порт — немецкие саперы взорвали портовые сооружения и мосты. Перед этим последнее судно с немецким арьергардом отошло от пирса. Однако еще до 3 часов ночи 4 октября в гавани дежурили два катера, чтобы подобрать отставших.
В целом эвакуация немецких войск с Корсики оказалась тактическим успехом Вермахта. Как заметил начальник штаба Кесельринга генерал Зигфрид Вестфаль: «Мы так и не поняли, почему враг позволил целому корпусу вернуться в Италию, ибо союзники обладали всеми средствами, чтобы остановить эвакуацию». Вероятно союзное командование предпочло бросить основные силы на поддержку высадки своих войск в Италии, а на Корсику отправили то, что осталось. В результате, ценой сравнительно небольших потерь, немцам удалось вывезти с острова не менее 30 000 военнослужащих и около 700 пленных. Кроме того было вывезено значительное количество материальных запасов и военной техники.
Освобождение Корсики имело важное военно-политическое значение. После изгнания немецких войск Корсика фактически превратилась в «непотопляемый американский авианосец» (англ. USS Corsica). В короткое время на острове было создано 17 военных аэродромов, на которых базировались самолеты бомбардировочной, истребительной и разведывательной авиации. Стратегическое положение Корсики вблизи побережья Италии и Франции обусловило важную роль, которую сыграла размещенная на острове авиация в ходе дальнейших операций в Италии и на юге Франции.

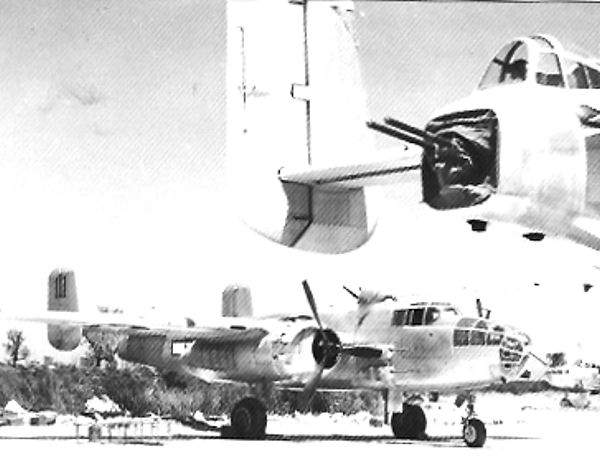
Бомбардировщики B-25 на авиабазе Соленцара, 1944

Корсика явилась первым регионом Франции, освобожденной от оккупации. 8 октября 1943 года в Аяччо генерал де Голль воскликнул: «Корсика имеет счастье и честь быть первым освобожденным кусочком Франции!» (фр. La Corse a la fortune et l'honneur d'être le premier morceau libéré de la France!). Однако для генерала Жиро операция по освобождению Корсики имела негативные последствия. Он был обвинен де Голлем в сотрудничестве с корсиканскими коммунистами и в поставках им оружия. В результате Жиро лишился должности сопредседателя Французского комитета национального освобождения.

## Итоги
Итальянская оккупация Корсики закончилась тем, что итальянские войска приняли непосредственное участие в изгнании с острова немецких частей. При этом военные действия велись еще до официального объявления Италией войны Германии. В ноябре 1943 г. итальянские дивизии были вывезены с острова на юг Италии. После завершения оккупации на острове был размещен американский контингент в количестве 50 000 человек.